# Меч і планета
«Меч і Планета» — піджанр наукового фентезі, який показує розпалювання пригодницької історії на інших планетах, і, як правило, показуючи землян як героїв. Назва походить від залучення героїв і їхніх супротивників в рукопашному бою, в першу чергу, з простою зброєю ближнього бою, такі як мечі, навіть в умовах, коли часто маються передові технології. Хоча є твори, які сповіщають появу жанру, таких як Персі Грега «Крізь Зодіак» (1880) і Едвіна Лестера Арнольда «Лейтенант Гулівер Джонс: Його відпустка» (1905, опублікований в США в 1964 році як «Гулівер Марса»), прототипом жанру є «Принцеса Марса» Едгара Райса Берроуза серіалізована журналом All-Story в 1912 році як «Під лунами Марса»
Жанр передує науковій фантастиці, в ньому відсутня будь-яка наукова строгість. Технології в ньому часто порушують відомі закони фізики.